# Sphenomeris gracilis
Sphenomeris gracilis là một loài thực vật có mạch trong họ Dennstaedtiaceae. Loài này được (Tagawa) Sa. Kurata miêu tả khoa học đầu tiên năm 1965.